# Cnidoscolus tehuacanensis
Cnidoscolus tehuacanensis är en törelväxtart som beskrevs av Breckon. Cnidoscolus tehuacanensis ingår i släktet Cnidoscolus och familjen törelväxter. Inga underarter finns listade i Catalogue of Life.